# Love Songs (Bee Gees-nagylemez)
A Love Songs című lemez a Bee Gees együttes diszkográfiájának negyvenkettedik nagylemeze.

A lemez válogatás a Bee Gees együttes szerelmes dalaiból.

## Az album dalai
1. To Love Somebody (Barry és Robin Gibb) – 3:01
2. Words (Barry, Robin és Maurice Gibb) – 3:18
3. First of May (Barry, Robin és Maurice Gibb) – 2:49
4. Lonely Days (Barry, Robin és Maurice Gibb) – 3:48
5. How Can You Mend a Broken Heart (Barry és Robin Gibb) – 3:57
6. How Deep Is Your Love (Barry, Robin és Maurice Gibb) – 4:02
7. More Than a Woman (Barry, Robin és Maurice Gibb) – 3:17
8. (Our Love) Don't Throw It All Away (Barry Gibb, Blue Weaver) – 4:06
9. Emotion  (Barry és Robin Gibb) – 3:40
10. Too Much Heaven (Barry, Robin és Maurice Gibb) – 4:56
11. Heartbreaker (Barry, Robin és Maurice Gibb) – 4:24
12. Islands in the Stream (Barry, Robin és Maurice Gibb) – 3:51
13. Juliet (Robin Gibb, Maurice Gibb) – 3:48 (előadó: Robin Gibb)
14. Secret Love (Barry, Robin és Maurice Gibb) – 3:35
15. For Whom the Bell Tolls  (Barry, Robin és Maurice Gibb) – 3:57
16. Closer Than Close  (Barry, Robin és Maurice Gibb) – 4:36
17. I Could Not Love You More (Barry, Robin és Maurice Gibb) – 3:45
18. Wedding Day (Barry, Robin és Maurice Gibb) – 4:44

### Bónuszdalok
A japán kiadáson a Heart Like Mine – 4:40 (a For Whom the Bell Tolls szám után, a lemez előtte és utána változatlan sorrendű)

## Közreműködők
- Barry Gibb – ének, gitár
- Robin Gibb – ének
- Maurice Gibb – gitár, billentyűs hangszerek, ének

## A nagylemez megjelenése országonként
- Ausztria Universal 06024 987 42273 2005
- Belgium Polydor 987 422 – 7 2005
- Franciaország AZ / Universal Music 2005
- Németország  Universal 06024 987 4227 2005
- Hongkong Polydor 987 4226 2005
- Japán Universal UICZ 1193 2005
- Koreai Köztársaság Universal DC9128/987 422-6 2005
- Egyesült Királyság Polydor 987 4225 2005
- Egyesült Államok Universal 06024 987 4226 2005

## Eladott példányok
A Love Songs lemezből a világban 200 ezer példány (ebből az Egyesült Államokban 65 ezer) kelt el.